# قورت تبة (مشكين شهر)
قورت‌ تبة هي قرية في مقاطعة مشكين شهر، إيران. عدد سكان هذه القرية هو 1,447 في سنة 2006.